# Saint-Clair-sur-Epte
Saint-Clair-sur-Epte – miejscowość i gmina we Francji, w regionie Île-de-France, w departamencie Dolina Oise.
Według danych na rok 1990 gminę zamieszkiwały 782 osoby, a gęstość zaludnienia wynosiła 64 osób/km² (wśród 1287 gmin regionu Île-de-France Saint-Clair-sur-Epte plasuje się na 686. miejscu pod względem liczby ludności, natomiast pod względem powierzchni na miejscu 269.).

## Historia
- 911 - król Francji Karol III Prostak zawiera pokój[1] z wodzem wikingów Rollonem nadając mu w lenno zajęte przez wikingów ziemie;